# Kim Gang-nam
Kim Gang-nam (19 luglio 1954) è un ex calciatore sudcoreano, di ruolo centrocampista.